# Zvezdni utrinki
Zvezdni utrinki so prvi samostojni glasbeni album slovenske pevke Mojce Štoka – Moye, ki je izšel v samozaložbi na CD plošči in v digitalni pretočni obliki 1. februarja 2019.

## O albumu
Album nosi naslov po Moyini istoimenski pesmi (posnetek 7):
Zvezdni utrinki dajejo upanje ... rišejo sanje ... za vse ljudi, za vse ljudi.— Moya v pesmi »Zvezdni utrinki«
Pesem »Moj dan« (posnetek 1) je bila »hit dneva« na Radiu Krka.
Pesmi »Dihava isti zrak« (posnetek 2), »Moja zgodba« (posnetek 6), »Mavrica« (posnetek 4), in »Hvala za ljubezen« (posnetek 8) pa so bile vse izbrane za »pesem in pol« Radia Koper.

## Seznam posnetkov
| CD              | CD                                                | CD              | CD              | CD              | CD      |
| Št.             | Naslov                                            | Besedilo        | Glasba          | Priredba        | Dolžina |
| --------------- | ------------------------------------------------- | --------------- | --------------- | --------------- | ------- |
| 1.              | „Moj dan‟                                         | M. Štoka        | M. Štoka        | J. Baruca       | 3:08    |
| 2.              | „Dihava isti zrak‟                                | M. Štoka        | M. Štoka        | J. Baruca       | 4:12    |
| 3.              | „The One‟                                         | M. Štoka        | M. Štoka        | J. Baruca       | 3:59    |
| 4.              | „Mavrica‟                                         | M. Štoka        | M. Štoka        | J. Baruca       | 3:47    |
| 5.              | „Leto naokrog‟                                    | S. Muraro Colja | S. Muraro Colja | J. Baruca       | 3:36    |
| 6.              | „Moja zgodba‟                                     | M. Štoka        | M. Štoka        | J. Baruca       | 4:25    |
| 7.              | „Zvezdni utrinki‟                                 | M. Štoka        | M. Štoka        | J. Baruca       | 4:21    |
| 8.              | „Hvala za ljubezen‟                               | M. Štoka        | M. Štoka        | J. Baruca       | 3:00    |
| 9.              | „Pozabi probleme‟ (skupaj z Boštjanom Pertinačem) | M. Štoka        | B. Pertinač     | B. Pertinač     | 4:33    |
| 10.             | „Listov ples‟                                     | M. Štoka        | M. Štoka        | J. Baruca       | 3:47    |
| Skupna dolžina: | Skupna dolžina:                                   | Skupna dolžina: | Skupna dolžina: | Skupna dolžina: | 37:56   |

## Sodelujoči
- Mojca Štoka – Moya – vokal
- Yan Baray – Jan Baruca – kitare, spremljevalni vokal
- Sara Faganel – spremljevalni vokal
- Boštjan Pertinač – Pertinach – vokal in kitara na posnetku 9
- Matic Mikola – flavta na posnetku 10
- Leon Žunec – saksofon na posnetku 9
- Tomaž Boškin – harmonika na posnetku 5
- Marko Hrvatin – kitara
- Sandi Trojner – klaviature
- Simon Muraro Colja – bas kitara
- Rene Furlan – bobni
- Jani Klančič
- Mitja Bobič

### Produkcija
- Jan Baruca – producent
- Vibral Orehovlje – oblikovanje in razmnoževanje